# Gobernador del estado de Nueva York

Ubicación de Nueva York en los Estados Unidos.

La que sigue es una lista de los gobernadores del Estado de Nueva York:

## Periodo neerlandés (1624-1664)
En 1624 llegaron a la zona los primeros colonos de la Compañía Neerlandesa de las Indias Occidentales, de las Provincias Unidas de los Países Bajos, desplazando a los indígenas mohawks y mohicanos. En esta fecha fundaron la provincia de Nuevos Países Bajos, que abarcaba aproximadamente los territorios de los actuales estados de Nueva York y Nueva Jersey; el gobierno de esta provincia estaba a cargo del director general de la compañía.
La siguiente es una lista de los directores generales de la Compañía Neerlandesa de las Indias Occidentales durante el periodo de ocupación neerlandés del territorio de Nuevos Países Bajos.

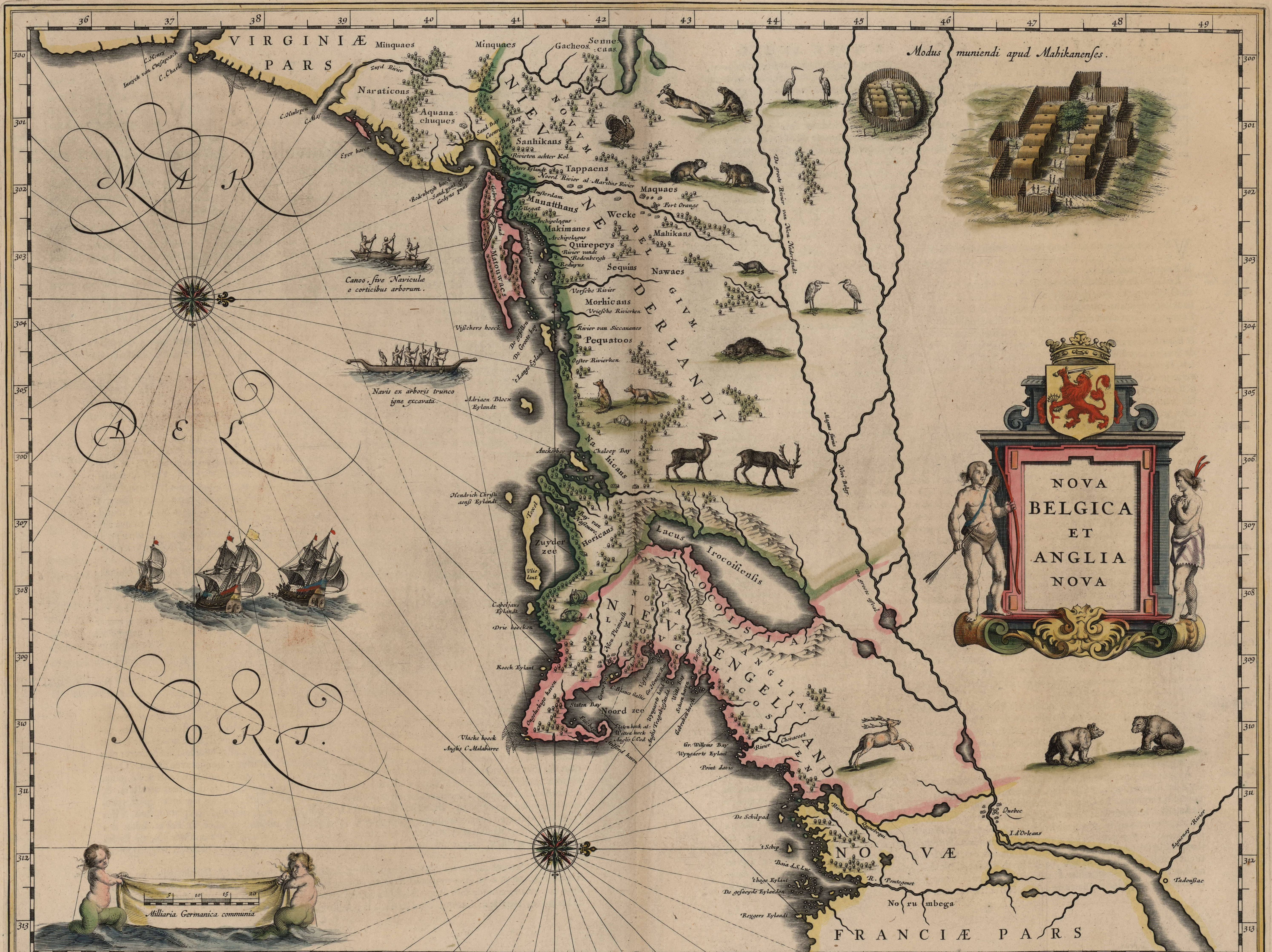
Mapa de los Nuevos Países Bajos,.

| Director general       | Periodo   |
| ---------------------- | --------- |
| Cornelius Jacobsen May | 1624-1625 |
| Willem Verhulst        | 1625-1626 |
| Peter Minuit           | 1626-1632 |
| Sebastiaen Jansen Krol | 1632-1633 |
| Wouter van Twiller     | 1633-1638 |
| Willem Kieft           | 1638-1647 |
| Peter Stuyvesant       | 1647-1664 |

## Periodo británico (1664-1777)
Durante la Segunda Guerra Anglo-Holandesa, Inglaterra conquistó militarmente el territorio, administrándolo como una provincia del imperio y dándole su nombre actual en honor de Jacobo II de Inglaterra, duque de York. La cesión se haría oficial en 1667, con la firma del tratado de Breda. Durante un breve periodo (1673-1674) las Provincias Unidas recapturarían la provincia.
A partir de 1707, con la firma del Acta de Unión entre los reinos de Inglaterra y Escocia, el territorio dependería del Reino de Gran Bretaña resultante de la unión.
La que sigue es una lista de los gobernadores de la provincia de Nueva York durante el periodo en que el territorio fue colonia inglesa y británica.
| #  | Nombre                     | Periodo                             | Notas                                      |
| -- | -------------------------- | ----------------------------------- | ------------------------------------------ |
| 1  | Richard Nicolls            | 1664-1668                           | Gobernador militar                         |
| 2  | Francis Lovelace           | 1668-1672                           |                                            |
| 3  | Anthony Colve (Neerlandés) | 1673-1674                           | Bajo la soberanía de las Provincias Unidas |
| 4  | Edmund Andros              | 1674-1681                           |                                            |
| 5  | Anthony Brockholls         | 1681-1683                           | Gobernador interino                        |
| 6  | Thomas Dongan              | 1683-1688                           |                                            |
| 7  | Francis Nicholson          | 1689-1691                           |                                            |
| 8  | Jacob Leisler              | 1689-1691                           | En rebeldía                                |
| 9  | Henry Sloughter            | 1691-1691                           |                                            |
| 10 | Richard Ingoldesby         | 1691-1692                           | Gobernador interino                        |
| 11 | Benjamin Fletcher          | 1692-1697                           |                                            |
| 12 | Richard Coote              | 1698-1701                           |                                            |
| 13 | John Nanfan                | 1701-1702                           | Gobernador interino                        |
| 14 | Edward Hyde                | 1702-1708                           |                                            |
| 15 | John Lovelace              | 1708-1709                           |                                            |
| 16 | Peter Schuyler             | 1708-1709                           | Gobernador interino                        |
| 17 | Richard Ingoldesby         | 1709-1710                           | Gobernador interino                        |
| 18 | Gerardus Beekman           | 1710-1710                           | Gobernador interino                        |
| 19 | General Robert Hunter      | 1710-1718                           |                                            |
| 20 | Peter Schuyler             | 1719-1720                           | Gobernador interino                        |
| 21 | William Burnet             | 1720-1728                           |                                            |
| 22 | John Montgomerie           | 1728-1731                           |                                            |
| 23 | Rip Van Dam                | 1731-1732                           | Gobernador interino                        |
| 24 | William Cosby              | 1732-1736                           |                                            |
| 25 | George Clarke              | 1736-1743                           | Gobernador interino                        |
| 26 | George Clinton             | 1743-1753                           |                                            |
| 27 | Sir Danvers Osborn         | 1753-1753                           |                                            |
| 28 | James DeLancey             | 1753-1755                           | Gobernador interino                        |
| 29 | Sir Charles Hardy          | 1755-1758                           |                                            |
| 30 | James DeLancey             | 1758-1760                           | Gobernador interino                        |
| 31 | Cadwallader Colden         | 1760-1762                           | Gobernador interino                        |
| 32 | Robert Monckton            | 1762-1763                           |                                            |
| 33 | Cadwallader Colden         | 1763-1765                           | Gobernador interino                        |
| 34 | Sir Henry Moore            | 1765-1769                           |                                            |
| 35 | Cadwallader Colden         | 1769-1770                           | Gobernador interino                        |
| 36 | John Murray                | 1770-1771                           |                                            |
| 37 | William Tryon              | 1771-1774                           |                                            |
| 38 | Cadwallader Colden         | 1774-1775                           | Gobernador interino                        |
| 39 | William Tryon              | 1775-1780                           |                                            |
| 40 | James Robertson            | 1780-1783                           | Gobernador militar                         |
| 41 | Andrew Elliot              | 17 de abril-25 de noviembre de 1783 | Gobernador militar                         |

## Periodo estadounidense
Entre 1775 y 1783 se libró la Guerra de Independencia de los Estados Unidos. Nueva York fue una de las trece colonias originales que se rebelaron contra el gobierno inglés, declarando su independencia el 4 de julio de 1776.
El cargo de gobernador fue establecido mediante la constitución del estado de Nueva York de 1777. Originalmente el gobernador ocupaba el cargo durante un periodo de 3 años, aunque la constitución no especificaba cuando debía comenzar. En 1787 se fijó por ley que el mandato comenzaría el 1 de julio. En 1821 una enmienda a la ley estableció que el periodo se reduciría a 2 años, cambiando la fecha de la elección a noviembre, y comenzando el inicio del mandato el primer día del año. En 1874 se volvió a ampliar el mandato a 3 años, para reducirse de nuevo a 2 en 1894. A partir de 1938 el periodo del mandato del gobernador quedó fijado en 4 años.
| #   | Gobernador                  | Inicio del mandato      | Fin del mandato         | Partido               | Teniente gobernador            |
| --- | --------------------------- | ----------------------- | ----------------------- | --------------------- | ------------------------------ |
| 1   | George Clinton              | 30 de julio de 1777     | 1 de julio de 1795      | Demócrata republicano | Pierre Van Cortlandt           |
| 2   | John Jay                    | 1 de julio de 1795      | 1 de julio de 1801      | Federalista           | Stephen Van Rensselaer III     |
| 1b  | George Clinton              | 1 de julio de 1801      | 1 de julio de 1804      | Demócrata republicano | Jeremiah Van Rensselaer        |
| 3   | Morgan Lewis                | 1 de julio de 1804      | 1 de julio de 1807      | Demócrata republicano | John Broome                    |
| 4   | Daniel D. Tompkins          | 1 de julio de 1807      | 24 de febrero de 1817   | Demócrata republicano | John Broome                    |
| 4   | Daniel D. Tompkins          | 1 de julio de 1807      | 24 de febrero de 1817   | Demócrata republicano | John Tayler (interino)         |
| 4   | Daniel D. Tompkins          | 1 de julio de 1807      | 24 de febrero de 1817   | Demócrata republicano | DeWitt Clinton                 |
| 4   | Daniel D. Tompkins          | 1 de julio de 1807      | 24 de febrero de 1817   | Demócrata republicano | John Tayler                    |
| 5   | John Tayler                 | 24 de febrero de 1817   | 1 de julio de 1817      | Demócrata republicano | Desconocido                    |
| 6   | DeWitt Clinton              | 1 de julio de 1817      | 31 de diciembre de 1822 | Demócrata republicano | John Tayler                    |
| 7   | Joseph C. Yates             | 1 de enero de 1823      | 31 de diciembre de 1824 | Demócrata republicano | Erastus Root                   |
| 6b  | DeWitt Clinton              | 1 de enero de 1825      | 11 de febrero de 1828   | Demócrata republicano | James Tallmadge Jr.            |
| 6b  | DeWitt Clinton              | 1 de enero de 1825      | 11 de febrero de 1828   | Demócrata republicano | Nathaniel Pitcher              |
| 8   | Nathaniel Pitcher           | 11 de febrero de 1828   | 31 de diciembre de 1828 | Demócrata republicano | Peter R. Livingston (interino) |
| 8   | Nathaniel Pitcher           | 11 de febrero de 1828   | 31 de diciembre de 1828 | Demócrata republicano | Charles Dayan (interino)       |
| 9   | Martin Van Buren            | 1 de enero de 1829      | 5 de marzo de 1829      | Demócrata             | Enos T. Throop                 |
| 10  | Enos T. Throop              | 5 de marzo de 1829      | 31 de diciembre de 1832 | Demócrata             | Charles Stebbins (interino)    |
| 10  | Enos T. Throop              | 5 de marzo de 1829      | 31 de diciembre de 1832 | Demócrata             | William M. Oliver (interino)   |
| 10  | Enos T. Throop              | 5 de marzo de 1829      | 31 de diciembre de 1832 | Demócrata             | Edward Philip Livingston       |
| 11  | William L. Marcy            | 1 de enero de 1833      | 31 de diciembre de 1838 | Demócrata             | John Tracy                     |
| 12  | William H. Seward           | 1 de enero de 1839      | 31 de diciembre de 1842 | Whig                  | Luther Bradish                 |
| 13  | William C. Bouck            | 1 de enero de 1843      | 31 de diciembre de 1844 | Demócrata             | Daniel S. Dickinson            |
| 14  | Silas Wright                | 1 de enero de 1845      | 31 de diciembre de 1846 | Demócrata             | Addison Gardiner               |
| 15  | John Young                  | 1 de enero de 1847      | 31 de diciembre de 1848 | Whig                  | Addison Gardiner               |
| 15  | John Young                  | 1 de enero de 1847      | 31 de diciembre de 1848 | Whig                  | Hamilton Fish                  |
| 16  | Hamilton Fish               | 1 de enero de 1849      | 31 de diciembre de 1850 | Whig                  | George Washington Patterson    |
| 17  | Washington Hunt             | 1 de enero de 1851      | 31 de diciembre de 1852 | Whig                  | Sanford E. Church              |
| 18  | Horatio Seymour             | 1 de enero de 1853      | 31 de diciembre de 1854 | Demócrata             | Sanford E. Church              |
| 19  | Myron H. Clark              | 1 de enero de 1855      | 31 de diciembre de 1856 | Whig                  | Henry Jarvis Raymond           |
| 20  | John Alsop King             | 1 de enero de 1857      | 31 de diciembre de 1858 | Republicano           | Henry R. Selden                |
| 21  | Edwin D. Morgan             | 1 de enero de 1859      | 31 de diciembre de 1862 | Republicano           | Robert Campbell                |
| 18b | Horatio Seymour             | 1 de enero de 1863      | 31 de diciembre de 1864 | Demócrata             | David R. Floyd-Jones           |
| 22  | Reuben Fenton               | 1 de enero de 1865      | 31 de diciembre de 1868 | Republicano           | Thomas G. Alvord               |
| 22  | Reuben Fenton               | 1 de enero de 1865      | 31 de diciembre de 1868 | Republicano           | Stewart L. Woodford            |
| 23  | John Thompson Hoffman       | 1 de enero de 1869      | 31 de diciembre de 1872 | Demócrata             | Allen C. Beach                 |
| 24  | John Adams Dix              | 1 de enero de 1873      | 31 de diciembre de 1874 | Republicano           | John C. Robinson               |
| 25  | Samuel J. Tilden            | 1 de enero de 1875      | 31 de diciembre de 1876 | Demócrata             | William Dorsheimer             |
| 26  | Lucius Robinson             | 1 de enero de 1877      | 31 de diciembre de 1879 | Demócrata             | William Dorsheimer             |
| 27  | Alonzo B. Cornell           | 1 de enero de 1880      | 31 de diciembre de 1882 | Republicano           | George Gilbert Hoskins         |
| 28  | Grover Cleveland            | 1 de enero de 1883      | 6 de enero de 1885      | Demócrata             | David B. Hill                  |
| 29  | David B. Hill               | 6 de enero de 1885      | 31 de diciembre de 1891 | Demócrata             | Dennis McCarthy (interino)     |
| 29  | David B. Hill               | 6 de enero de 1885      | 31 de diciembre de 1891 | Demócrata             | Edward F. Jones                |
| 30  | Roswell P. Flower           | 1 de enero de 1892      | 31 de diciembre de 1894 | Demócrata             | William F. Sheehan             |
| 31  | Levi P. Morton              | 1 de enero de 1895      | 31 de diciembre de 1896 | Republicano           | Charles T. Saxton              |
| 32  | Frank S. Black              | 1 de enero de 1897      | 31 de diciembre de 1898 | Republicano           | Timothy L. Woodruff            |
| 33  | Theodore Roosevelt          | 1 de enero de 1899      | 31 de diciembre de 1900 | Republicano           | Timothy L. Woodruff            |
| 34  | Benjamin Barker Odell, hijo | 1 de enero de 1901      | 31 de diciembre de 1904 | Republicano           | Timothy L. Woodruff            |
| 34  | Benjamin Barker Odell, hijo | 1 de enero de 1901      | 31 de diciembre de 1904 | Republicano           | Frank W. Higgins               |
| 35  | Frank W. Higgins            | 1 de enero de 1905      | 31 de diciembre de 1906 | Republicano           | M de Linn Bruce                |
| 36  | Charles Evans Hughes        | 1 de enero de 1907      | 6 de octubre de 1910    | Republicano           | Lewis Stuyvesant Chanler       |
| 36  | Charles Evans Hughes        | 1 de enero de 1907      | 6 de octubre de 1910    | Republicano           | Horace White                   |
| 37  | Horace White                | 6 de octubre de 1910    | 31 de diciembre de 1910 | Republicano           | George H. Cobb (interino)      |
| 38  | John Alden Dix              | 1 de enero de 1911      | 31 de diciembre de 1912 | Demócrata             | Thomas F. Conway               |
| 39  | William Sulzer              | 1 de enero de 1913      | 17 de octubre de 1913   | Demócrata             | Martin H. Glynn                |
| 40  | Martin H. Glynn             | 17 de octubre de 1913   | 31 de diciembre de 1914 | Demócrata             | Robert F. Wagner (interino)    |
| 41  | Charles S. Whitman          | 1 de enero de 1915      | 31 de diciembre de 1918 | Republicano           | Edward Schoeneck               |
| 42  | Al Smith                    | 1 de enero de 1919      | 31 de diciembre de 1920 | Demócrata             | Harry C. Walker                |
| 43  | Nathan Lewis Miller         | 1 de enero de 1921      | 31 de diciembre de 1922 | Republicano           | Jeremiah Wood                  |
| 42b | Al Smith                    | 1 de enero de 1923      | 31 de diciembre de 1928 | Demócrata             | George R. Lunn                 |
| 42b | Al Smith                    | 1 de enero de 1923      | 31 de diciembre de 1928 | Demócrata             | Seymour Lowman                 |
| 42b | Al Smith                    | 1 de enero de 1923      | 31 de diciembre de 1928 | Demócrata             | Edwin Corning                  |
| 44  | Franklin D. Roosevelt       | 1 de enero de 1929      | 31 de diciembre de 1932 | Demócrata             | Herbert H. Lehman              |
| 45  | Herbert H. Lehman           | 1 de enero de 1933      | 3 de diciembre de 1942  | Demócrata             | M de William Bray              |
| 45  | Herbert H. Lehman           | 1 de enero de 1933      | 3 de diciembre de 1942  | Demócrata             | Charles Poletti                |
| 46  | Charles Poletti             | 3 de diciembre de 1942  | 31 de diciembre de 1942 | Demócrata             | Joe R. Hanley (interino)       |
| 47  | Thomas E. Dewey             | 1 de enero de 1943      | 31 de diciembre de 1954 | Republicano           | Thomas W. Wallace              |
| 47  | Thomas E. Dewey             | 1 de enero de 1943      | 31 de diciembre de 1954 | Republicano           | Joe R. Hanley                  |
| 47  | Thomas E. Dewey             | 1 de enero de 1943      | 31 de diciembre de 1954 | Republicano           | Frank C. Moore                 |
| 47  | Thomas E. Dewey             | 1 de enero de 1943      | 31 de diciembre de 1954 | Republicano           | Arthur H. Wicks (interino)     |
| 47  | Thomas E. Dewey             | 1 de enero de 1943      | 31 de diciembre de 1954 | Republicano           | Walter J. Mahoney (interino)   |
| 48  | W. Averell Harriman         | 1 de enero de 1955      | 31 de diciembre de 1958 | Demócrata             | George DeLuca                  |
| 49  | Nelson Rockefeller          | 1 de enero de 1959      | 18 de diciembre de 1973 | Republicano           | Malcolm Wilson                 |
| 50  | Malcolm Wilson              | 18 de diciembre de 1973 | 31 de diciembre de 1974 | Republicano           | Warren M. Anderson (interino)  |
| 51  | Hugh Carey                  | 1 de enero de 1975      | 31 de diciembre de 1982 | Demócrata             | Maryanne Krupsak               |
| 51  | Hugh Carey                  | 1 de enero de 1975      | 31 de diciembre de 1982 | Demócrata             | Mario Cuomo                    |
| 52  | Mario Cuomo                 | 1 de enero de 1983      | 31 de diciembre de 1994 | Demócrata             | Alfred DelBello                |
| 52  | Mario Cuomo                 | 1 de enero de 1983      | 31 de diciembre de 1994 | Demócrata             | Warren M. Anderson (interino)  |
| 52  | Mario Cuomo                 | 1 de enero de 1983      | 31 de diciembre de 1994 | Demócrata             | Stan Lundine                   |
| 53  | George Pataki               | 1 de enero de 1995      | 31 de diciembre de 2006 | Republicano           | Betsy McCaughey Ross           |
| 53  | George Pataki               | 1 de enero de 1995      | 31 de diciembre de 2006 | Republicano           | Mary O. Donohue                |
| 54  | Eliot Spitzer               | 1 de enero de 2007      | 17 de marzo de 2008     | Demócrata             | David Paterson                 |
| 55  | David Paterson              | 17 de marzo de 2008     | 31 de diciembre de 2010 | Demócrata             | Joseph Bruno (interino)        |
| 55  | David Paterson              | 17 de marzo de 2008     | 31 de diciembre de 2010 | Demócrata             | Dean Skelos (interino)         |
| 56  | Andrew Cuomo                | 1 de enero de 2011      | 24 de agosto de 2021    | Demócrata             | Robert Duffy                   |
| 56  | Andrew Cuomo                | 1 de enero de 2011      | 24 de agosto de 2021    | Demócrata             | Kathy Hochul                   |
| 57  | Kathy Hochul                | 24 de agosto de 2021    | En funciones            | Demócrata             | Brian Benjamin                 |
| 57  | Kathy Hochul                | 24 de agosto de 2021    | En funciones            | Demócrata             | Antonio Delgado                |

## Exgobernadores de Nueva York vivos
A fecha de marzo de 2023, cuatro exgobernadores están vivos, siendo el de mayor edad George Pataki (1995-2006, nacido en 1945). El gobernador más reciente en morir fue Mario Cuomo (1983-1994), el 1 de enero de 2015.

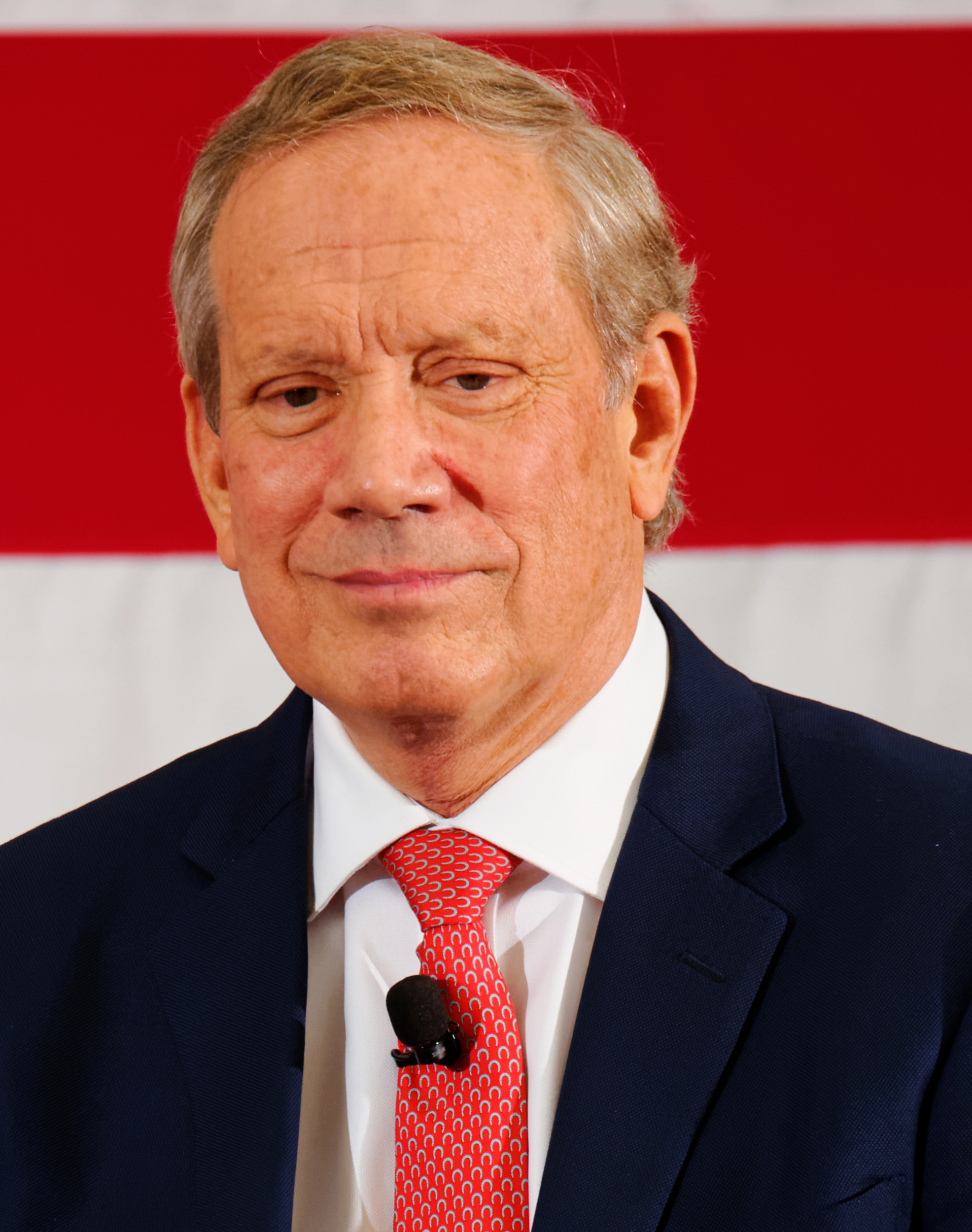
George Pataki (1995-2006)
80 años
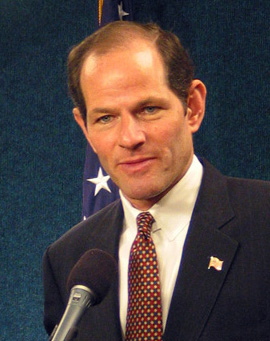
Eliot Spitzer (2007-2008) 65 años
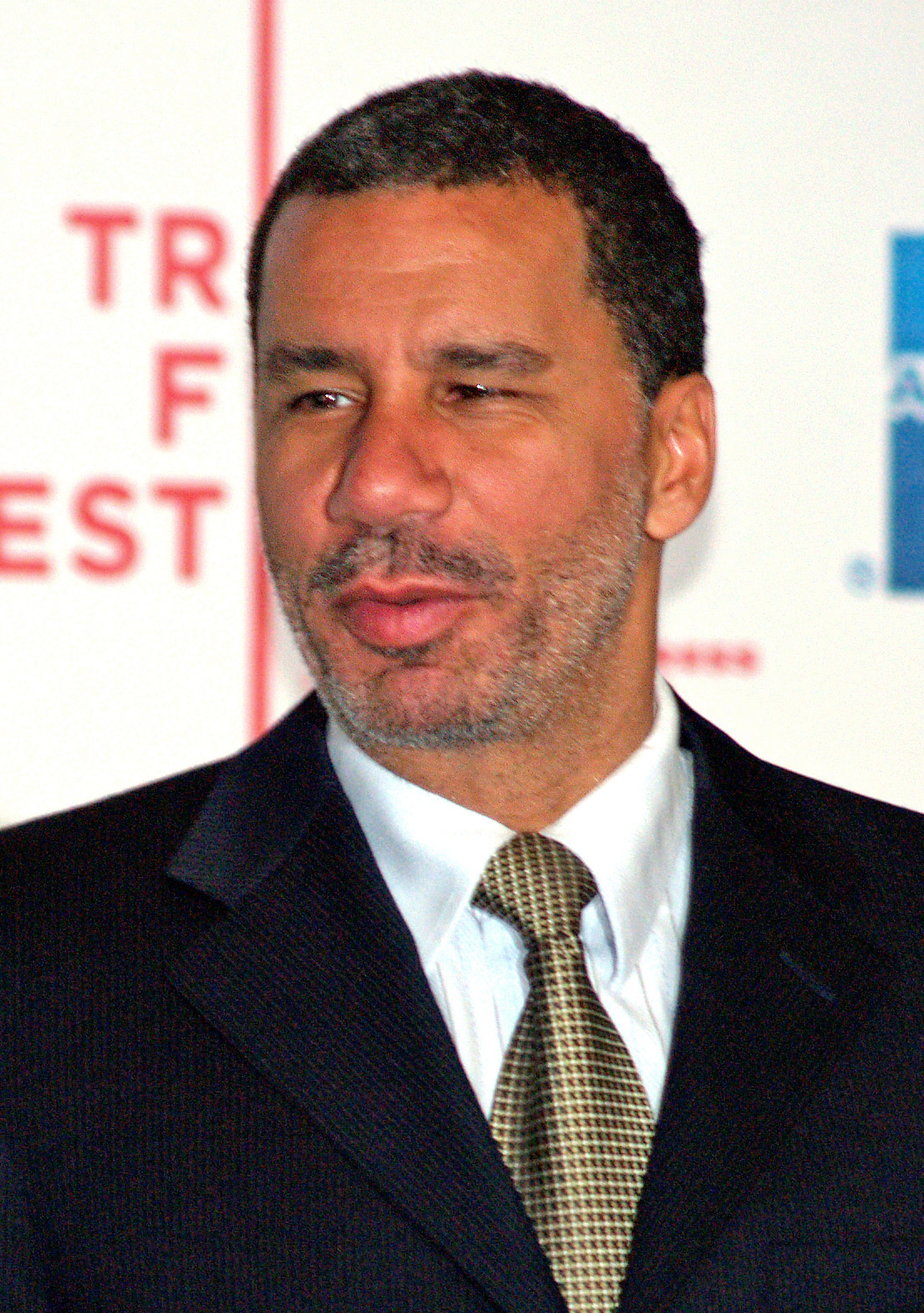
David Paterson (2008-2010)
71 años
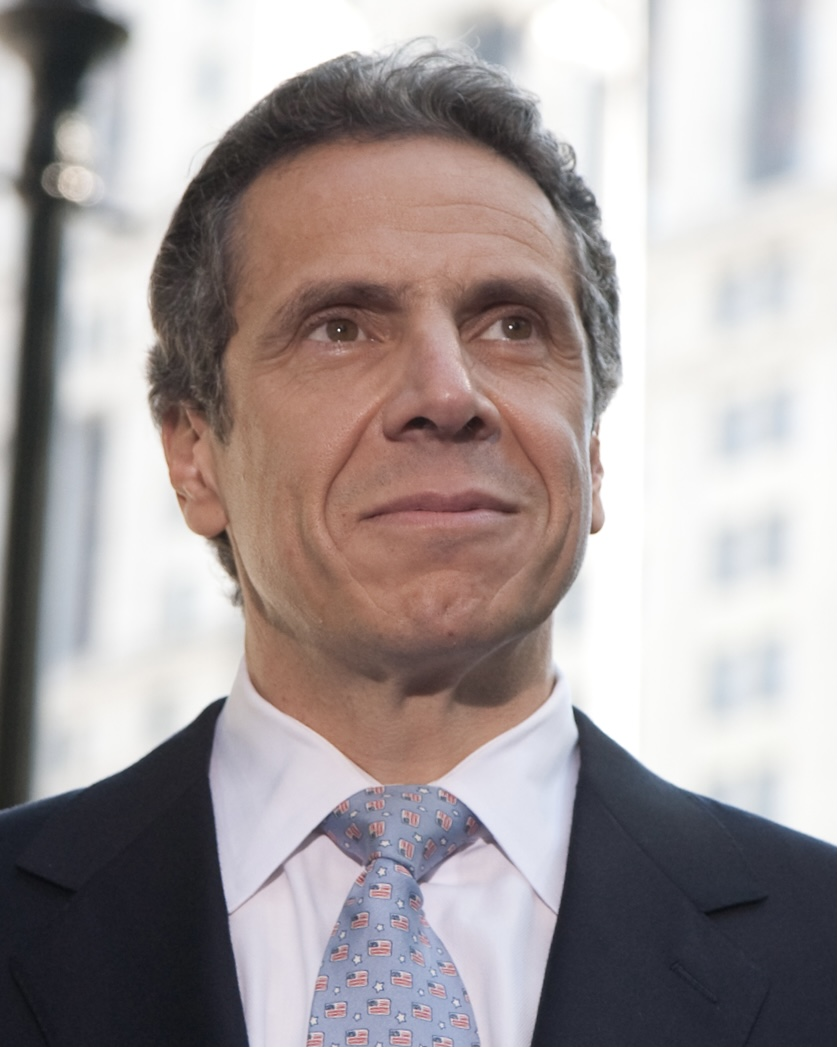
Andrew Cuomo (2011-2021) 67 años